# С трабант до последен дъх
„С трабант до последен дъх“ (на чешки: Trabantem do posledního dechu) е чешки документален филм от 2016 г. на чешкия журналист и пътешественик Дан Пржибан. Премиерата му е на 17 март 2016 г. в Чехия. В България е прожектиран за първи път на 19 януари 2017 г. в Дом на киното по време на IX Фестивал на киното от Близкия изток и Северна Африка.
Филмът представя пътешествието на Дан Пржибан, Радослав Йона, Зденек Кратки, Кристина Мадайова, Войчех Духослав, Марек Дурански, Доминика Гавлиджкова, Якуб Куцки, Марсин Обалек и Марек Слободник, които с два трабанта модел 601 комби (Егу и Бабу), Фиат 126 (Малуч), мотоциклети „Ява“ и CZ, и две инвалидни колички тръгват от Пърт в Австралия, преминават през Източен Тимор, Индонезия, Малайзия идостигат до Тайланд. Експедицията продължава шест месеца, което я прави по-продължителна от предходите две. Общата дължина на маршрута е 15 291 km. Във филма се обръща внимание на проблемите с изсичане на екваториалните гори в Азия за освобождаване на място за отглеждане на палми за производство на палмово масло.